# John Millington Synge
Edmund John Millington Synge (født 16. april 1871, død 24. marts 1909) var en irsk dramatiker. 
William Butler Yeats fik ham til at besøge Aranøerne ved Irlands vestkyst, og miljøet der fik stor indflydelse på Synges digtning. I 1903 og 1904 opførte The Irish National Theatre Society i Dublin hans to enaktere, komedien In the Shadow of the Glen og den klassisk enkle tragedie Riders to the Sea. Senere fulgte Abbey Theatre med The Well of the Saints (1905) og The Playboy of the Western World (1907). Det sidste, Synges hovedværk, vakte stor ballade pga. hans respektløse behandling af den irske folkekarakter. The Tinker's Wedding udkom i 1908.
Synges komedier har et poetisk anstrøg som ikke mindst skyldes hans brug af irsk-engelske udtryk og sætningsrytme. Han var en vigtig skikkelse i den irske litterære renæssance.